# Кудашевское сельское поселение (Бугульминский район)
Кудашевское се́льское поселе́ние — муниципальное образование в Бугульминском районе Татарстана Российской Федерации.
Административный центр — село Кудашево.

## История
Статус и границы сельского поселения установлены Законом Республики Татарстан от 31 января 2005 года № 18-ЗРТ «Об установлении границ территорий и статусе муниципального образования "Бугульминский муниципальный район" и муниципальных образований в его составе».

## Население
| 2010 | 2011 | 2012 | 2013 | 2014 | 2015 | 2016 |
| ---- | ---- | ---- | ---- | ---- | ---- | ---- |
| 778  | ↘777 | ↘765 | ↘763 | ↘758 | ↘751 | ↘737 |
| 2017 | 2018 |      |      |      |      |      |
| ↘721 | ↘704 |      |      |      |      |      |

## Состав сельского поселения
| № | Населённый пункт | Тип населённого пункта       | Население |
| - | ---------------- | ---------------------------- | --------- |
| 1 | Кзыл-Чишма       | деревня                      |           |
| 2 | Кудашево         | село, административный центр |           |